# ایان اشبی
ایان اشبی (انگلیسی: Ian Ashbee؛ زادهٔ ۶ سپتامبر ۱۹۷۶) بازیکن فوتبال اهل بریتانیا است.
از باشگاه‌هایی که در آن بازی کرده‌است می‌توان به پرستون نورث اند، هال سیتی، دربی کانتی، و باشگاه فوتبال کمبریج یونایتد اشاره کرد.
وی همچنین در تیم ملی فوتبال England U18 بازی کرده‌است.